# Elizabeth Hartman
Pour les articles homonymes, voir Hartman.
Elizabeth Hartman, née le 23 décembre 1943 à Youngstown (Ohio) et morte le 10 juin 1987 à Pittsburgh (Pennsylvanie), est une actrice américaine, plus connue pour sa performance dans le film Un coin de ciel bleu en 1965. Elle y joue un rôle de femme aveugle nommée Selina D'Arcy, en compagnie de Sidney Poitier. Un rôle pour lequel elle gagne le Golden Globe de la révélation féminine de l'année. En 1966, elle apparaît dans Big Boy comme Barbara Darling, rôle pour lequel elle est sélectionnée pour le Golden Globe de la meilleure actrice dans un film musical ou une comédie. Souffrant pendant la plus grande partie de sa vie de dépression, elle se suicide le 10 juin 1987, en sautant du cinquième étage, de la fenêtre de son appartement.

## Filmographie sélective
- 1965 : Un coin de ciel bleu (A Patch of Blue) de Guy Green : Selina D'Arcey.
- 1966 : Le Groupe (The Group) de Sidney Lumet : Priss.
- 1966 : Big Boy (You're a Big Boy Now) de Francis Ford Coppola : Barbara Darling.
- 1968 : L'Homme de Kiev (The Fixer) de John Frankenheimer : Zinaida.
- 1970 : Pursuit of Treasure de Stanton Kaye.
- 1971 : Les Proies (The Beguiled) de Don Siegel : Edwina Dabney.
- 1973 : Justice sauvage (Walking Tall) de Phil Karlson : Pauline Pusser.
- 1981 : Full Moon High de Larry Cohen : Miss Montgomery.
- 1982 : Brisby et le Secret de NIMH (The Secret of NIMH) de Don Bluth : Mrs. Brisby (voix).